# Ludlow
För andra betydelser, se Ludlow (olika betydelser).
Ludlow är en stad och civil parish i Shropshire i England, nära gränsen mot Wales. Den är också mycket nära gränsen mellan Shropshire och Herefordshire och innefattades i Herefordshire i Domesday Book. Tack vare sitt läge blev staden viktig under medeltiden och den stora borgen är delvis bevarad.